# 奠邊省
奠邊省（越南语：／）是越南西北部的一個省，省莅奠边府市。这里是老族传说中的勐唐。

## 地理
奠边省西和南接老挝，东接山罗省，北接莱州省，另西北面與中國雲南省接壤。奠边省位在奠边—莱州及马江—山罗两个地震破裂带上，时常发生地震。1935年，奠边曾发生6.9级地震。

## 历史
阮朝时，奠边省地区隶属兴化省管辖。法属时期，增设莱州省，奠边省地区隶属莱州省管辖，分属芒莱州、奠边州、遵教州3州。
1955年4月29日，越南民主共和国设立泰苗自治区，废除省级，由自治区管辖各州，奠边省区域分属芒莱州、奠边州、遵教州3州。
1955年10月18日，芒莱州析置朵佐州。
1962年10月27日，泰苗自治区更名为西北自治区，复设省级，改州为县。奠边省区域仍属莱州省管辖，分属芒莱县、奠边县、遵教县和朵佐县4县。
1971年10月8日，芒莱县析置莱州市社。
1975年12月27日，越南撤销西北自治区，莱州省改由中央政府直接管辖，奠边省区域分属莱州市社、奠边县、遵教县、朵佐县和芒莱县1市社4县。
1992年4月18日，奠边县析置奠边府市社，同时莱州省省莅由莱州市社迁至奠边府市社。
1995年10月7日，奠边县析置奠边东县。
2002年1月14日，芒齐县和芒莱县析置芒㖇县。
2003年9月26日，奠边府市社改制为奠边府市。
2003年11月26日，越南国会通过决议，将原莱州省分设为奠边省和新的莱州省，奠边省包括奠边府市、莱州市社、芒㖇县、奠边县、奠边东县、遵教县、朵佐县、芒莱县1市1市社6县，省莅设在奠边府市。
2004年1月2日，莱州市社黎利坊和芒莱县真那社、葡萄社、南行社和舍总社（吒总社）城渚板划归新莱州省管辖。
2005年3月2日，芒莱县莱那社划归莱州市社管辖，莱州市社改名为芒莱市社，芒莱县改名为孟查县。
2006年11月14日，遵教县析置芒安县。
2012年8月25日，芒㖇县和孟查县析置南坡县。
2019年11月21日，奠边县那凑社、那雁社、芒播社和巴桄社4社划归奠边府市管辖，奠边县清㳥社和清兴社部分区域划归奠边府市清长坊管辖，奠边县清兴社部分区域划归奠边府市南清坊管辖。

## 行政區劃
奠邊省下轄1市1市社8縣，省莅奠边府市。
- 奠邊府市（Thành phố Điện Biên Phủ）
- 芒萊市社（Thị xã Mường Lay）
- 奠邊縣（Huyện Điện Biên）
- 奠邊東縣（Huyện Điện Biên Đông）
- 芒安縣（Huyện Mường Ảng）
- 孟查縣（Huyện Mường Chà）
- 芒㖇縣（Huyện Mường Nhé）
- 南坡县（Huyện Nậm Pồ）
- 朵佐縣（Huyện Tủa Chùa）
- 遵教縣（Huyện Tuần Giáo）

## 人口与民族
截至2019年4月1日，奠邊省人口為598,856人，人口密度為63人/平方公里。其中，男性人口303,436人，女性人口295,420人。城鎮人口85,779人，佔全省人口的14.3%；農村人口513,077人，佔全省人口的85.7%。常住戶數为134,273戶，其中城镇户数24,646戶，農村户数109,627戶。分属于19个民族，分别为泰族、赫蒙族、京族、瑶族、克木族、哈尼族、佬族、華族、抗族、芒族、贡族、欣門族、西拉族、侬族、岱依族、夫拉族等。

## 社会

### 教育
奠边省内有奠边高等专科学校、经济技术高等专科学校、医学专科学校等高等院校，为奠边等省份以及邻国老挝培养了一些醫學、教育、經濟技術專業的人才，也為鞏固奠边省基層衛生網絡、发展经济、提高教育水平做出了一定的貢獻。